# Aspall
Aspall – wieś w Anglii, w hrabstwie Suffolk, w dystrykcie Mid Suffolk. Leży 21 km na północ od miasta Ipswich i 122 km na północny wschód od Londynu.